# 中国经济出版社
中国经济出版社，是中华人民共和国的一个出版社。位于北京市百万庄北街3号。

## 沿革
1985年1月27日，中国经济出版社由国家经济委员会创办。1988年6月，改由中华人民共和国国家计划委员会负责。之后是国家经济贸易委员会直属的中央一级出版社，后改为国务院国有资产监督管理委员会直属出版社，同时负责《经济工作通讯》半月刊的出版发行。1988年4月，出版社成立中国经济图书进出口公司，进行出口业务。